# روكو ساندو
روكو ساندو (بالرومانية: Roco Sandu)‏ هو لاعب كرة قدم روماني في مركز الوسط، ولد في 30 يوليو 1966 في بوكشة ‏ في رومانيا. لعب مع بولتيهنيكا تيميسوارا.